# Бинсимъалиты
Бин-сим’ала (бинсимъалиты,  (англ.) или Bensamilites) — дословно «сыны левой стороны (симaл)» — одна из групп аморейского населения, жившая на левом (северном) берегу реки Евфрат начиная, примерно, со второго тысячелетия до н. э. Основные исторические сведения о бинсималитах сохранились в материалах переписки царского дома Мари. К бинсималитам принадлежали, в частности, правители Мари Яггид-Лим, Яхдун-Лим и Зимри-Лим, являвшиеся одновременно племенными вождями («царями») бинсимъалитов. Во времена Зимри-Лима бинсимъалиты, сохранявшие кочевой образ жизни, использовали в качестве пастбищ территории в области треугольника Хабура.
Бенсималиты, в свою очередь, подразделялись на 12 подгрупп[какие?]. В этническом плане, предположительно, были родственны «сынам правой стороны», бинъяминитам (англ. Yaminites или Benjaminites), жившим на правом берегу Евфрата.

## Историческое значение
Бинсималиты были не полностью кочевыми племенами, но полукочевниками. Они перемещались за стадами овец, но при этом имели деревни и племенной центр. Некоторые ученые считают, что фактически созданное бинсималитами государство Мари являлось инструментом вхождения этих полукочевых племен в урбанизированную систему цивилизации Месопотамии. Сохранившиеся письменные материалы позволяют, в таком случае, проследить на примере бинсималитов эволюцию перехода от власти племенных вождей, вождества, к царству.